# トップダウン手法
トップダウン手法（トップダウンしゅほう）とは、木構造の上位から下位に向かって段階的に処理する手法。対義語はボトムアップ手法である。

## 情報処理
構文木の上位から解析すること。

## 人間関係
組織の最上位（社長、党首など）を頂点にして、上位・上層が一方的に下位・下層に命令を下し、人が動くシステム。上意下達ともいう。大企業など、高低差が大きい例もザラにある。
例
- 軍隊の階級制。
- ワンマン社長のみならず、株式会社制度。
- 独裁国家・全体主義国家・社会ファシズム国家
  - ドイツ第三帝国の唯一政党ナチスでは、全ての政策決定が総統アドルフ・ヒトラーに一元化されており、党員は如何なる時もヒトラーの手先として行動することを義務付けられた。
  - ヨシフ・スターリンが旧ソ連の最高指導者だった時代も、党員に対する指導者への絶対的忠誠は求められていたが、ナチスと違い党内での議論の機会は建前上保障されていた（民主集中制）。21世紀の現代においても、中華人民共和国の中国共産党や、朝鮮民主主義人民共和国の朝鮮労働党が似た手法を取っている。

- 専制君主制・絶対君主制国家

長所
- 上からの命令が絶対なので、決定や終了が速い。短時間で結果が出る。

短所
- 上層の見識が優れていなければ、失敗する。
- 異論や反対派の存在を拒否する為、多様性が無い。

## 思考法
一つの題目を考え、それに付随する、事象を考えていく方法。単純であるため、複雑な事象も考えることが可能。